# Capella de la Mare de Déu de Montserrat (Alp)
La capella de la Mare de Déu de Montserrat és un edifici religiós del municipi d'Alp inclòs en l'Inventari del Patrimoni Arquitectònic de Catalunya.

## Descripció
És una capella d'estil neoromànic dedicada a la Mare de Déu de Montserrat, construïda l'any 1926 per l'arquitecte Josep Danés. Està situada a la Molina, a la zona del Serrat del Sitjar, al costat del Xalet del Centre Excursionista de Catalunya (C.E.C.).
És un edifici d'una sola nau, amb campanar d'espadanya. A la porta principal, orientada cap al sud, hi ha un atri amb arcs de mig punt, i a la porta lateral, orientada cap a l'est, hi ha un atri amb tres arcs de mig punt de maó, separats per dues columnes de pedra amb capitells ornamentats. Té un absis octogonal orientat cap al nord, i la teulada és a dues vessants, coberta amb llicorella. L'església està construïda amb maçoneria i pedra. A l'interior hi ha una imatge de la Mare de Déu de Montserrat.

## Història
Construïda el 1926 per Josep Danés, va ser beneïda solament pel capellà d'Alp, el 16 d'agost del 1929. El 4 de setembre de 1929, el bisbe de la Seu d'Urgell, Dr. Justino Guitart Vilardebó, atorgà al president del Centre Excursionista de Catalunya una "Declaració Canònica" de l'erecció de la Capella del Xalet de la Molina en qualitat d'«Oratori Públic» (aquest document es conserva a la capella de la sagristia).